# Скереда великоцвіта
{{#ifeq:0|0|{{#if:Crepis conyzifolia|{{#if:|[[]}}|[[]]}}}}
Скереда великоцвіта, скереда конізолиста (Crepis conyzifolia) — вид рослин із родини айстрових (Asteraceae).

## Біоморфологічна характеристика
Багаторічна рослина 25–60 см заввишки. Стебла поодинокі, досить густо запушені тонкими звивистими волосками, облистяні переважно в нижній частині; зверху розгалужені, з 2–9 кошиками. Листки густо запушені, з короткими залізистими волосками; прикореневі та нижні стеблові — перисторозсічені або надрізані, середні стеблові — зубчасті, при підставі стрілоподібні. Загальне суцвіття волотево-китицеподібне, з потовщеними під кошиками квітконосами. Обгортка приквітків 17–20 мм завдовжки, чорнувато-зелена, шерстиста і залозиста. Квітки жовті, майже вдвічі перевищують обгортку. Сім'янки веретеноподібні, з 20 реберцями, жовтувато-буре; чубчик білий.

## Середовище проживання
Зростає у Європі, Туреччині, Грузії.
В Україні вид росте на полонинах, у Карпатах.